# كلود جاي كيلي الثالث
كلود جاي كيلي الثالث (بالإنجليزية: Claude J. Kelly III)‏ هو محامي أمريكي، ولد في 30 أبريل 1961 في نيو أورلينز في الولايات المتحدة.